# Cornelis Nieuwenhuizen
Cornelis Nieuwenhuizen (Sprang, 1 juni 1917 – 22 mei 1998) was een Nederlands politicus van de ARP en later het CDA.
Hij bezocht de Hoogere Burgerschool te Waalwijk en de Hoogere Handelsschool. Het waren de crisisjaren, 1935. Werk was moeilijk te vinden. Een korte periode werkte hij op een notariskantoor. Daarna vervulde hij zijn militaire dienstplicht. En werd in juni 1940, na de capitulatie, gedemobiliseerd.
Als volontair begon hij bij de gemeente Eethen. Hij deed alle examens die relevant zijn voor een loopbaan in het openbaar bestuur.
In 1943 ging hij op verzoek van de burgemeester van 's Gravenmoer werken als vervangend gemeentesecretaris-ontvanger. Hij kwam in die functie krachtig met de bezetter in aanraking nadat hij door 2 SS'ers van huis was gehaald. Onderweg werd hij gekneveld en beroofd van de sleutel van het gemeentehuis. Die SS'ers waren leden van het verzet. Zij waren uit op het bevolkingsregister. Dat lukte. Alles liep goed af. Na de oorlog werd Nieuwenhuizen voor bijzondere krijgsverrichtingen onderscheiden met het Oorlogsherinneringskruis.
Van 1946 tot 1949 volgden  nog 3 jaren militaire dienst. In 1961 werd hij als reserve kapitein de Fuseliers onderscheiden voor langdurige dienst als officier.
Nieuwenhuizen werd tot 1954 ambtenaar bij de gemeente Wijk en Aalburg. Na Wijk en Aalburg werd Nieuwenhuizen locosecretaris te Middelharnis-Sommelsdijk. In 1960 vertrok hij als waarnemend burgemeester naar Nieuwe Tonge en Stad aan het Haringvliet. Tot 1966, toen de herindeling plaatsvond, werd hij benoemd tot burgemeester in Giessenburg en Schelluinen.
De Gorcumse krant van 28 juni 1995 noemt hem de bouwburgemeester.
Vele huizen werden gebouwd, het zwembad kwam tot stand, voetbal- en tennisvelden werden gerealiseerd. Peuterspeelzaal, gymzaal, sportzaal en het gemeenschapshuis  “de Til”, een uniek gebouw voor de hele regio.
Nieuwenhuizen was ook voorzitter van Werkvoorzieningsschap Alblasserwaard en Vijfheerenlanden. 
In 1981 werd hij benoemd tot ridder in de orde van Oranje-Nassau.
Op 1 juli 1982 ging hij met pensioen. Bij zijn afscheid ontving hij de erepenning van de gemeente Giessenburg en de gemeente Schelluinen. Hij verhuisde naar Hillegersberg, waar hij op 22 mei 1998 overleed.
Zijn betrokkenheid bij en toewijding aan het Openbaar Bestuur heeft hij doorgegeven aan zijn dochter Anneke de Widt-Nieuwenhuizen. Zij zat voor de VVD 8 jaar in de gemeenteraad van 's Hertogenbosch, 
8 jaar in de gemeenteraad van Hoogeveen en 12 jaar in de Staten van Drenthe.